# Rattus sordidus
Rattus sordidus  (Gould, 1857) è un roditore della famiglia dei Muridi diffuso in Nuova Guinea e in Australia.

## Descrizione

### Dimensioni
Roditore di medie dimensioni, con la lunghezza della testa e del corpo tra 125 e 198 mm, la lunghezza della coda tra 100 e 167 mm, la lunghezza del piede tra 27 e 37 mm, la lunghezza delle orecchie tra 16 e 22 mm e un peso fino a 250 g.

### Aspetto
La pelliccia è ruvida e spinosa. Il colore delle parti superiori varia dal bruno-dorato scuro al nerastro, con le punte dei peli talvolta giallastre, mentre le parti inferiori sono grigio chiare. Il dorso dei piedi è biancastro, le piante sono marroni chiare. La coda è più corta della testa e del corpo, uniformemente grigio scura o nerastra e rivestita da 11 anelli di scaglie per centimetro. Le femmine hanno 5-6 paia di mammelle. Il cariotipo è 2n=32 FN=60.

## Biologia

### Comportamento
È una specie terricola e notturna. Vive in gruppi all'interno di sistemi di cunicoli e tane.

### Alimentazione
Si nutre di steli d'erba, semi e insetti.

### Riproduzione
Si riproduce durante tutto l'anno, con picchi tra marzo e maggio. Le femmine danno alla luce 5-9 piccoli alla volta.

## Distribuzione e habitat
Questa specie è diffusa nella Nuova Guinea centro-meridionale e sud-orientale, nella Penisola di Capo York e lungo le coste orientali del Queensland. Una popolazione presente sull'Isola di Sud-Ovest è stata probabilmente sterminata.
Vive in canneti, praterie tropicali, savane e savane alberate e radure erbose all'interno di foreste umide tropicali fino a 670 metri di altitudine.

## Tassonomia
Sono state riconosciute 3 sottospecie:
- R.s.sordidus: Penisola di Capo York e coste orientali del Queensland;
- R.s.ariama (Troughton, 1937): Nuova Guinea centro-meridionale;
- R.s.gestri (Thomas, 1897): Nuova Guinea sud-orientale.

## Conservazione
La IUCN Red List, considerato il vasto areale, la popolazione numerosa, la tolleranza al degrado del proprio habitat e la mancanza di reali minacce, classifica R.sordidus come specie a rischio minimo (Least Concern).